# 黑洞

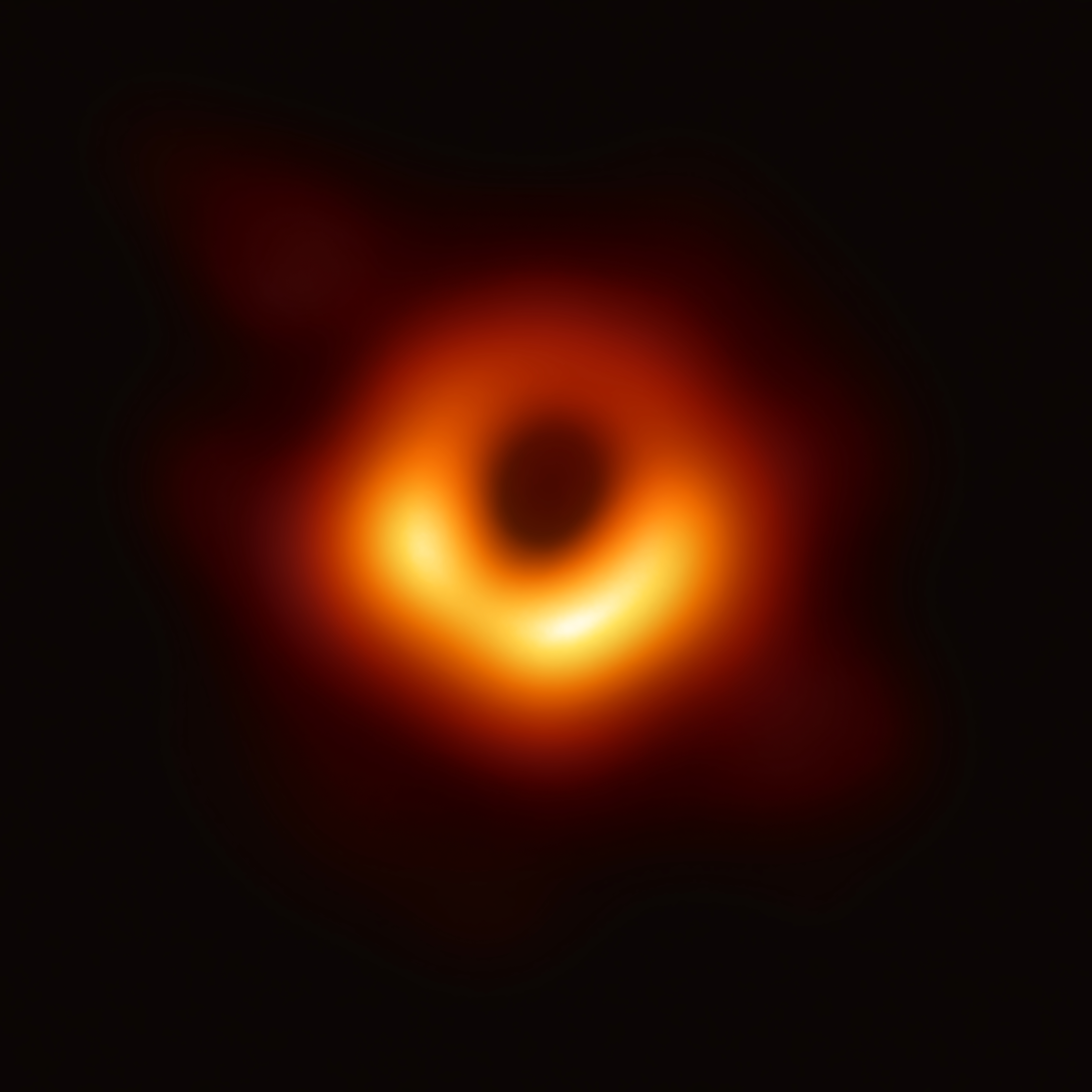
在巨大橢圓星系M87核心的超大質量黑洞，質量大約是太陽的70億倍，如事件視界望遠鏡發佈的第一張圖片（2019年4月10日）所示。可見眉月形的光環和中心的陰影，這是在黑洞事件視界周围的光環和光子捕獲區引力的放大視覺影像。眉月形肇因於黑洞的自轉和相對論放射現象；陰影直徑大約是事件視界直徑的2.6倍

黑洞（英語：black hole）是一種類星體，因自身極高的密度而產生極大的引力，以致所有的粒子與光等電磁輻射都無法逃逸。廣義相對論預測，足夠緊密的質量可以扭曲時空形成黑洞；不可能從該區域逃離的邊界稱為事件視界。雖然事件視界的範圍決定了穿越黑洞的物體是否被吸入其中，但其邊界本身並沒有可被觀測的特徵：黑洞不會反光，就像一個理想的黑體。
此外，彎曲時空中的量子場論預測，事件視界發出的霍金輻射，如同黑體的光譜一樣，可以用來測量與質量反比的溫度。恆星質量的黑洞，溫度往往在数十亿分之一K，因此基本上無法觀測到。
最早在18世紀，約翰·米歇爾和皮耶-西蒙·拉普拉斯就考慮過引力場強大到光線都無法逃逸的物體。1916年，卡爾·史瓦西發現了第一個能用来表征黑洞的廣義相對論精確解（也就是史瓦西黑洞），然而大衛·芬克爾斯坦在1958年才首次發表史瓦西解做為一個無法逃脫空間區域的解釋。長期以來，黑洞一直被認為僅僅來自數學上的好奇。在20世紀60年代，理論工作顯示這是廣義相對論的一般預測。約瑟琳·貝爾·伯奈爾在1967年發現中子星，激發了人們引力坍縮形成的緻密天體可能是天體物理中的實體的興趣。
預期恆星質量的黑洞會在恆星的生命週期結束的坍塌時形成。黑洞形成後，它可以經由吸收周邊的物質來繼續生長。透過吸收其它恆星並與其它黑洞合併，可能形成數百萬太陽質量（M☉）的超大質量黑洞。人們一致認為，大多數星系的中心都存在著超大質量黑洞。
黑洞的存在可以透過它與其它物質和電磁輻射（如可見光）的交互作用推斷出來。落在黑洞上的物質會因為摩擦加熱而在黑洞的两极产生明亮的X射线喷流。吸积物质在落入黑洞前围绕黑洞以接近光速的速度旋转，并形成包裹黑洞的扁平吸积盘，成為宇宙中最亮的一些天體。如果有其它恆星圍繞著黑洞運行，它們的軌道可以用來確定黑洞的質量和位置。這種觀測可以排除其它可能的天體，例如中子星。經由這種方法，天文學家在許多聯星系統確認了黑洞候選者，並確定銀河系核心被稱為人馬座A*的電波源包含一個超大質量黑洞，其質量大約是430萬太陽質量。
2016年2月11日，LIGO科学合作组织和Virgo合作組宣佈第一次直接觀測到引力波，這也代表第一次觀測到黑洞合併。迄2018年12月，已經觀測到11件引力波事件，其中10件是源自黑洞合併，只有1件是中子星碰撞。2019年4月10日，首次發佈了黑洞及其附近的第一張影像：使用事件視界望遠鏡在2017年拍攝到M87星系中心的超大質量黑洞。

模擬的黑洞重力透鏡現象，黑洞的引力扭曲了在背景通過的星系影像

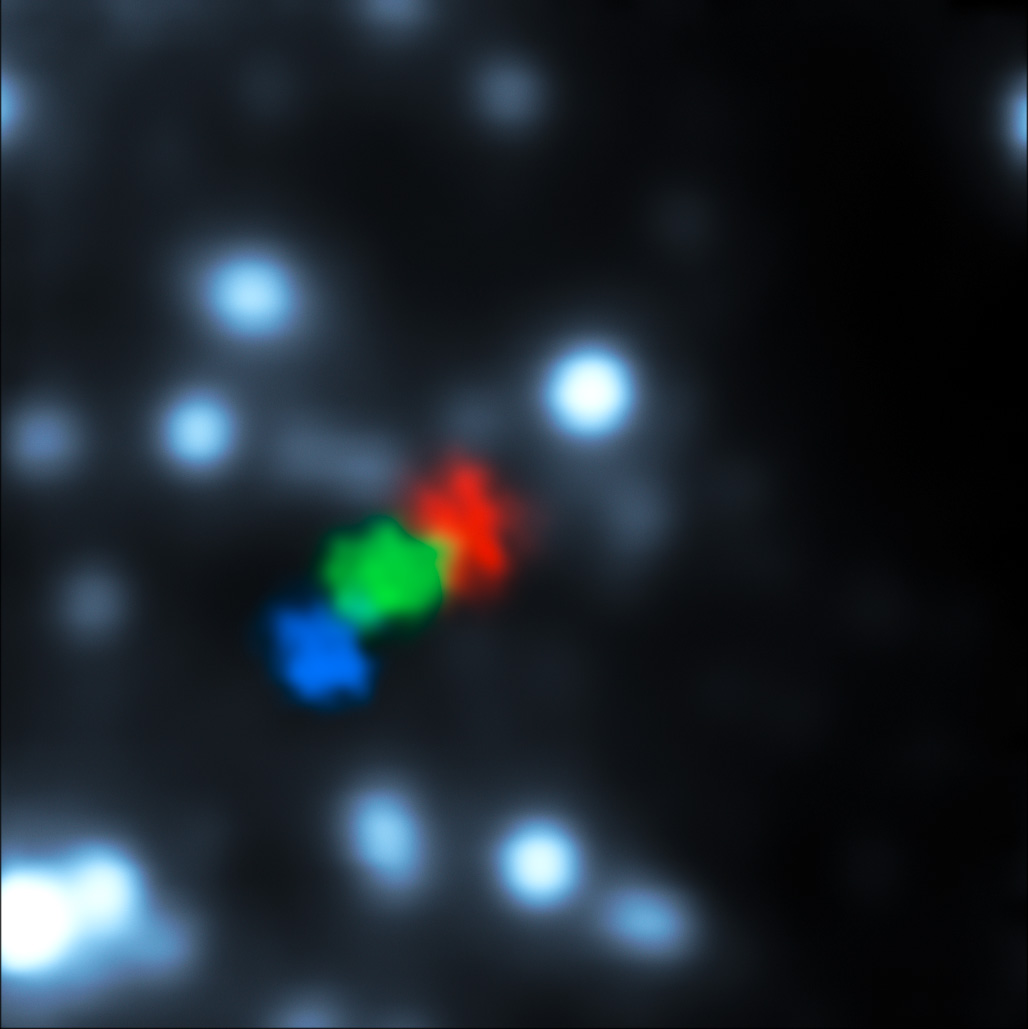
被銀河中心黑洞扯碎的氣體雲（2006年、2010年和2013年的觀測結果分別以藍色、綠色和紅色表示）

## 歷史

### 牛頓力學下的黑洞

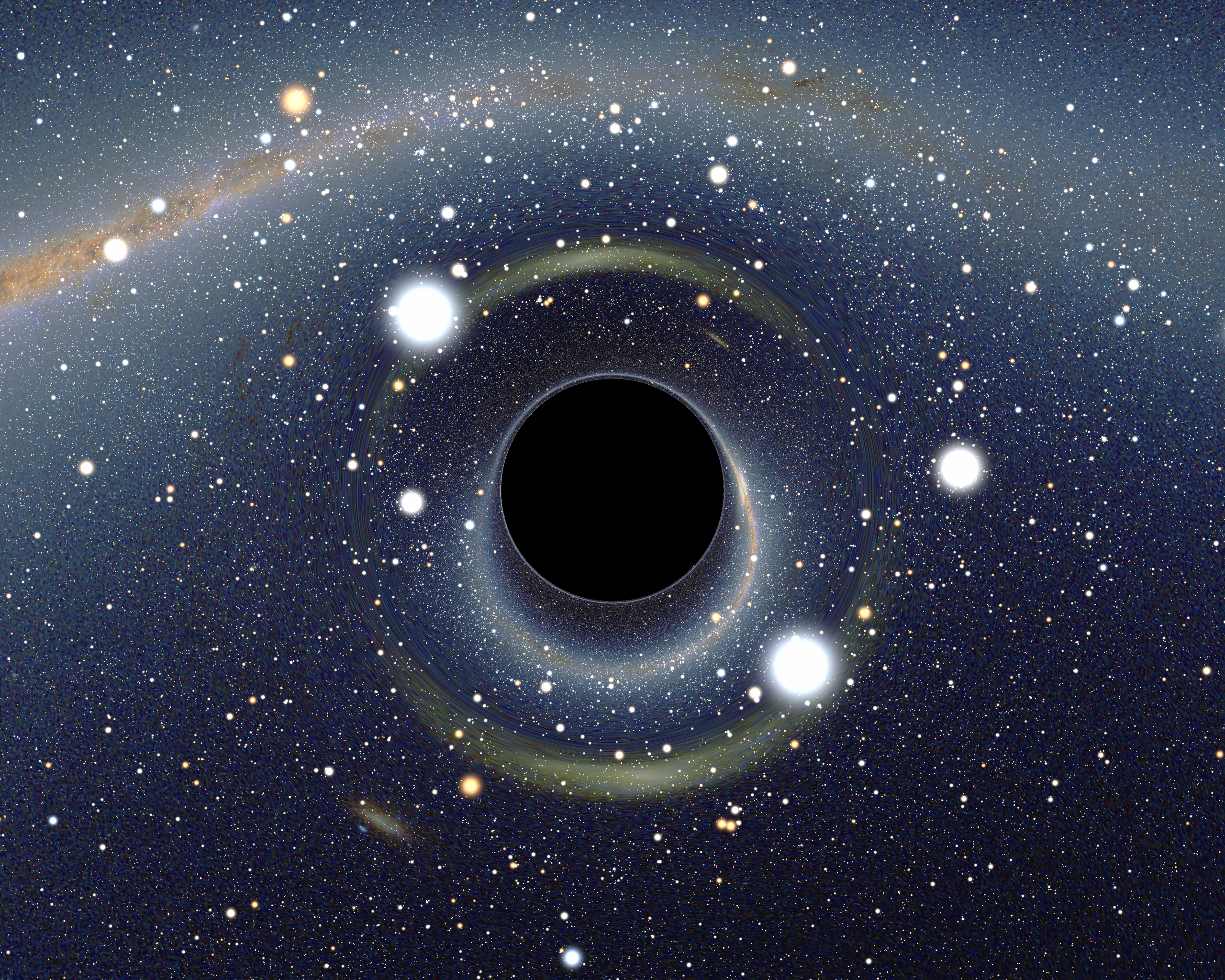
模擬大麥哲倫星雲前方有黑洞的影像圖。
請注意重力透鏡效應產生兩個高度扭曲的星雲圖像。在頂端出現被扭曲成弧形的銀河盤面

最早預言黑洞存在的人是英國牧師約翰·米歇爾，他在寫給亨利·卡文迪什的一封信（讀於1783年11月27号，次年发表在《自然科学会报》）中，曾提出過有質量大到連光都無法逃離之天體的想法。米歇爾假設這種天體的密度與太陽密度相同，以簡單的計算得出結論：當這種天體的直徑超過太陽直徑的500倍時，其表面的逃逸速度將超過光速，就會形成這樣的天體。米歇爾正確地指出，這種超大質量但沒有輻射的物體，可以透過它們對附近可見物體的引力效應來觀測。當時的學者對這種隱藏在視野中的巨型、但看不見的恆星的建議極感興趣，可是當19世紀光的波動說戰勝微粒說時，熱情就減弱了。因為如果光是波而不是粒子，就不清楚重力對逃逸光波的影響（如果有的話）。
除此之外，現在的物理學還否定了米歇爾光從超大質量恆星的表面徑直射出，然後由於恆星的引力運動減緩、停止，然後以自由落體落回恆星表面的想法。

### 廣義相對論下的黑洞
1915年，愛因斯坦發展出他的廣義相對論理論，率先顯示引力確實會影響光的運動。僅僅幾個月後，卡爾·史瓦西就發現描述愛因斯坦重力場方程式質點和球體質量的解。比史瓦西晚幾個月，約翰內斯·德羅斯特的學生亨德里克·勞侖茲也獨立的給出同樣的質點解決方案，並更廣泛的敘述關於它的特性。這個解在現在所謂的史瓦西半徑處有一個奇面，愛因斯坦方程式中的度規分量在奇面是發散的。當時，對這種奇面的本質並不瞭解。1924年，亞瑟·愛丁頓顯示，在改變座標後奇面會消失（參見艾丁頓-芬克爾失態因座標）。然而，直到1933年喬治·勒梅特才意識到這意味著史瓦西半徑處的奇面是非物理的座標奇點。然而，愛丁頓在1926年的一本書中評論了將一顆恆星的質量壓縮到史瓦西半徑的可能性，指出愛因斯坦的理論允許我們排除像參宿四這樣的恆星有過高密度的可能性，因為一顆半徑2.5億公里的恆星，其密度不可能像太陽這樣的高。第一，引力的力量會很大，光無法逃離它，光會像石頭落回地球一樣的掉回恆星。第二，譜線的紅移將非常巨大，以至於存在的可見光譜會消失。第三，質量會造成巨大的時空扭曲，以至於恆星周圍的空間會封閉，使我們難以窺見（即無該處）。
1931年，蘇布拉馬尼安·錢德拉塞卡使用狹義相對論計算出無自轉電子簡併物質的質量上限（現在稱為錢德拉塞卡極限），在超過1.4太陽質量之後沒有穩定的解。他的論點遭到當代許多同儕的反對，例如愛丁頓和列夫·朗道。他們認為有一些未知的機制會阻止崩潰。它們有部分是正確的：一顆質量比錢德拉塞卡極限稍大一點的白矮星將坍塌成中子星，而這本身是穩定的。但是，羅伯特·歐本海默和其它人在1939年預測，超過另一個極限（歐本海默極限，TOV）的中子星，會因為錢德拉塞卡提出的原因而進一步坍塌，並提出沒有物理定律可能介入阻止，至少有一些恆星會坍塌成黑洞的結論。他們最初的計算，基於泡利不相容原理，給出0.7 M☉；隨後對強力-介導中子-中子排斥的考慮，將估計值提高到大約1.57 M☉至3.0 M☉。中子星合併事件GW170817的觀測結果被認為不久後會產生一個黑洞，將TOV極限估計值優化為大約2.17 M☉。
歐本海默和他的合作者將史瓦西半徑邊界處的奇點解釋為這是一個時間停止氣泡的邊界。對於外部觀測者來說，這是一個有效的外部觀點，但對於落入者來說則不是。由於這種屬性，坍塌的恆星被稱為"凍結的星星"。因為一位外部的觀測者將看到恆星的表面，在它崩潰的瞬間被凍結在史瓦西半徑。

#### 黃金時代
1958年，大衛·芬克爾斯坦將史瓦西半徑的表面定義為事件視界：“是一個完美的單向膜，因果影響只能朝一個方向穿過”。這完全沒有違反歐本海默的結果，而是將其擴展成為包括下落的觀察者的觀點。芬克爾斯坦的解決方案擴展了史瓦西的解決方案，為陷入黑洞之觀察者的未來提供了解決方案。馬丁·克魯斯卡爾已經完整的發展出克魯斯卡爾坐標系，在敦促下發表。
這些結果出現在相對論黃金時代的開始，其特徵是廣義相對論和黑洞成為研究的主流。約瑟琳·貝爾·伯奈爾在1967年發現了脈衝星，有助於這一過程的說明；1969年，它被證明是快速自轉的中子星。在這之前，中子星像黑洞一樣，被認為是好奇心產生的理論；但是脈衝星的發現顯示了它們與物理的關聯性，並激發了人們對可能由重力崩潰形成的所有類型緻密物體進一步的興趣。
在此期間還發現了黑洞的一般解。1963年，羅伊·克爾為自轉黑洞找到了精確解。兩年後，埃茲拉·紐曼發現同時帶有電荷和旋轉黑洞的正對稱解。通過維爾納·以色列、布蘭登·卡特、和大衛·羅賓遜等人的工作，出現無毛定理，指出固定黑洞解完全可以由克爾-紐曼度規的三個參數：質量、角動量和電荷來描述。
起初，有人懷疑黑洞解的奇怪特徵是強加對稱條件的病態偽影，並且在一般情況下不會出現奇點。尤其是抱有此種觀點的弗拉迪米爾·貝林斯基、伊萨克·马尔科维奇·哈拉特尼科夫、和葉夫根尼·利夫希茨，他們試圖證明一般解決方案中沒有奇點。然而，在1960年代後期，羅傑·潘洛斯和史蒂芬·霍金使用全域最佳解的技術證明奇點看起來是一般性的。
詹姆斯·巴丁、雅各布·貝肯斯坦、布兰登·卡特和霍金在20世紀70年代初期的導致黑洞熱力學的制定。這些定律通過質量與能量、面積與熵、還有表面重力和溫度，將黑洞的行為與熱力學定律進行類比。在1974年，霍金表示量子場論暗示黑洞應該會像黑體一樣輻射，其溫度與黑洞表面的引力成正比，預測了現在稱為霍金輻射的效應。

### 詞源
約翰·米歇爾使用“暗星”（dark star）這個詞，而在20世紀初期的物理學家使用的稱呼是“引力坍塌的物體”。科學作家Marcia Bartusiak追溯出“黑洞”這個名詞出自物理學家羅伯特·亨利·迪克，因為他在1960年代以進入的人幾乎都未能活著出來而惡名昭彰，被稱為加爾各答黑洞的監獄來比喻這種天體。
《生活》和《科學新聞》雜誌在1963年的出版品使用了黑洞這個名詞。1964年1月18日，科學記者安·尤因（Ann Ewing）在她報導美國科學促進協會在俄亥俄州克利夫蘭舉行會議的文章中使用了“太空中的黑洞”一詞。
據報導，在1967年12月的約翰·惠勒講座上，有一位學生提出了“黑洞”這個名詞；惠勒因其簡潔和有廣告價值而採用其成為術語，這才迅速地被推廣，因而導致有些人認為惠勒是這個名詞的創造者。

## 屬性和結構

非旋轉黑洞的簡單說明圖

無毛猜想假設，一旦黑洞在形成後達到穩定狀態，黑洞就只有三個獨立的物理特性：質量、電荷、和角動量；黑洞沒有其它的特徵。如果猜想為真，則任何共用這些相同屬性或參數值的兩個黑洞，彼此將無從區分。根據現代物理學的定律，這種猜想對於真正的黑洞來說，是目前尚未解決的一個問題。
因為這些性質是可以從外部看見的，所以是特殊的。例如，帶電的黑洞可以像任何其它有電荷的物體一樣排斥其它相似的電荷。同樣的，在黑洞球體內部的總質量使用類比於高斯定律的引力，在遠離黑洞之處以ADM質量來發現。角動量同樣也可以透過參考系拖曳，從遠處來使用重力電磁場測量。
當物體落入黑洞時，任何有關該物體形狀或電荷分佈的物理訊息都會沿著黑洞的視界均勻的分散，而外部的觀測者會丟失這些資訊。在這種情況下，視界的行為是一種耗散系統，它與摩擦力和電阻的導電拉伸膜–膜范式的行為非常相似。這不同於其它的場，像是電磁學，因為它們是時間可逆的，在微觀的尺度上沒有任何摩擦或電阻。由於黑洞最終只獲得三個參數的穩定狀態，因此無法避免丟失有關初始條件的資訊：黑洞的引力和電場給出的進入資訊非常少。丟失的資訊包括無法在遠離黑洞視界的地方測量的每個數量，包括守恆定律以及總重子數和輕子數等的量子數。這種行為是如此的令人費解，被稱為黑洞資訊丟失悖論。

黑洞周圍的引力時間膨脹

### 物理性質
最簡單的黑洞是靜態的，既沒有電荷，也沒有角動量，而只有質量。這種黑洞通常被稱為史瓦西黑洞；卡爾·史瓦西在1916年就發現這個解。根據伯克霍夫定理，它是球對稱唯一的真空解。這意味著這種黑洞與相同質量的任何其它球體，其外部引力場在较大距離上沒有可以觀測到的差異。因此，只有在事件視界，黑洞才會吸進在其周圍的一切，而其外部的引力場與相同質量的任何其它天體一樣。
也存在描述更一般性黑洞的解。帶有電荷但不旋轉的黑洞由萊斯納-諾德斯特洛姆度規描述，克爾度規描述不帶電荷的自轉黑洞。克爾-紐曼度規則描述最一般的，具有電荷和角動量的靜止時空黑洞。
雖然黑洞的質量可以是任何的正數值，但電荷和角動量會受到質量的制約。在普朗克單位中，總電荷Q和總角動量J預期會滿足：
{\displaystyle Q^{2}+\left({\tfrac {J}{M}}\right)^{2}\leq M^{2}\,}
對質量為M的黑洞，具有滿足這種不等式可能質量的最小質量黑洞稱為極值黑洞。它們沒有事件視界，因而愛因斯坦方程的解否定這種不等式的存在。這個解被視為非物理的，稱為裸奇點，可以從外部觀察到。當它們是由現實物質的引力崩潰造成的，宇宙審查假說排除了這種奇點的形成；數值模擬則支援這一點。
由於電磁力的強度相對較大，由恆星坍塌形成的黑洞有望保持恆星接近電中性。然而在天文物理學中，預期自轉是緻密天體的一個普遍特徵。聯星黑洞候選者，X射線源GRS 1915+105似乎有接近最大允許值的角動量。沒有電荷的極限是：
{\displaystyle J\leq {\frac {GM^{2}}{c}},}
允許定義無因次量自旋參數，得以滿足：
{\displaystyle 0\leq {\frac {cJ}{GM^{2}}}\leq 1.}。。
| 類型         | 概略 質量    | 概略 半徑     |
| ------------ | ------------ | ------------- |
| 超大質量黑洞 | 105–1010 M⊙  | 0.001–400 AU  |
| 中等質量黑洞 | 103 M⊙       | 103 km ≈ R⊕   |
| 恆星黑洞     | 10 M⊙        | 30 km         |
| 微型黑洞     | 最大至 M月球 | 最大至 0.1 mm |

黑洞通常依據其質量進行分類，並且與角動量J無關。黑洞的大小由事件視界的距離或是史瓦西半徑來決定，與質量M成正比。通過：
{\displaystyle r_{\mathrm {s} }={\frac {2GM}{c^{2}}}\approx 2.95\,{\frac {M}{M_{\odot }}}~\mathrm {km,} }
此處的 r s 是史瓦西半徑，M ⊙是太陽的質量。對於自旋和/或電荷非零的黑洞，半徑會較小。 
直到極值黑洞可能有一個事件視界接近：
{\displaystyle r_{\mathrm {+} }={\frac {GM}{c^{2}}}}。

### 事件視界
黑洞定義的特徵是事件視界的外觀——時空中的邊界，因為黑洞的質量使得物質和光只能向內。任何東西，甚至光，都無法從事件視界向外逃逸。因為發生在事件視界內的任何事件所產生的資訊，都無法到達外部，因此無法確定有甚麼事件是否發生。
正如廣義相對論所預測的，質量的存在使時空變形，使粒子的路徑朝向質量彎曲。在黑洞的事件視界，這種變形強烈到沒有任何路徑是遠離黑洞的。
對一位遙遠的觀測者來說，黑洞附近的時鐘滴答聲似乎比那些遠離黑洞的時鐘滴答聲響得慢，這被稱為引力時間膨脹。由於這種效應，一個落入黑洞的物體在接近事件視界時似乎變慢，需要無限的時間才能到達事件視界。同時，這個物體上所有的過程都在外部觀察者的視野中減速，導致物體發出的任何光線都顯得變紅和變暗，這種效應稱為重力紅移。最終，墜落的物體逐漸消失，直到他不再被看到。通常，此一過程發生得非常快，物件不到一秒鐘就會從視野中消失。
另一方面，落入黑洞而堅不可摧的觀察者在穿越事件視界時不會注意到任何可能相關的影響。在古典的廣義相對論中，由於愛因斯坦的等效原理，根據他們自己的時鐘，在他們看來這些時鐘在一個有限的時間內穿過事件視界，而沒有任何異常的行為。
在拓樸學中，處於穩定狀態的黑洞事件視界總是球形的。對於非旋轉（靜態）黑洞，事件視界的幾何形狀是精確的球形，而對於旋轉的黑洞，事件視界是傾斜的。
天文學家於2012年7月稱，觀測於距地球超過50億光年遠發現類星體編號3C 279，它體內包含了一個質量高達十億倍太陽質量的黑洞，成為「事件視界」存在的首個直接證據。

### 奇點
像廣義相對論所描述的那樣，黑洞的中心可能位於一個引力奇點，是一個時空曲率變得無限的區域。對於非旋轉黑洞，這個區域是一個點的形狀；對於旋轉黑洞，它被塗抹在一個旋轉的平面上形成環奇點。在這兩種情況，奇點區域的體積都為零。這表明奇點區域包含黑洞解的所有質量。因此，奇點區域的質量可以被認為具有無限的密度。
進入史瓦西黑洞（即非旋轉且不帶電荷的黑洞）的觀測者一旦穿過事件視界，就无可避免的被帶入奇點。他們可以将这一过程延長，藉由加速離開延緩他們的下降，但都有其極限。當他們到達奇點，他們被擠壓至無限的密度，其質量被加至黑洞的總質量中。在此之前，他們將被不斷增強的潮汐力拉長而撕裂，這通常稱為麵條化或麵條效應。
帶有電荷（萊斯納-諾德斯特洛姆）或轉動的（克爾）黑洞，可能可以避開奇點。盡可能擴展方案的解，黑洞可以充當蟲洞，揭示黑洞有退出到不同時空可能性的假設。然而，前往另一個宇宙的可能性只是理論上的，因為任何的擾動都會摧毀這種可能性。它似乎也可以沿著可爾奇點繞著封閉類時曲線（回到自己的過去），這就像祖父悖論一樣，導致了因果關係 (物理)的問題。預期這些奇特的效應都不會存在於旋轉和帶電黑洞的量子處理中。
廣義相對論中奇點的出現通常被認為是理論崩潰的信號。然而，這些項目是預期中的。由於極高的密度，因此粒子的相互作用要以量子效應來描述這些動作。儘管有人試圖提出將量子效應和引力效應結合在一起的單一量子引力理論，迄今為止，還沒有能夠結果。一般預計，這種理論將不會有任何的奇點。

### 光子球
光子球是一個零厚度的球面邊界，任何以光子球的切線路徑經過的光子都將被困在圍繞著黑洞的圓形軌道上。對於非旋轉黑洞，光子球的半徑是史瓦西半徑的1.5倍。他們的軌道是動態不穩定的，因此任何小小的擾動，像是質點的墜入，都會導致不穩定，而且不穩定會隨著時間而增大，不是將光子提升至向外的軌道，導致它的逃逸；就是向內螺旋，最終會通過事件視界進入黑洞。
雖然光可以從光子球中逸出，但任何進入事件视界的光線都會被黑洞捕獲。因此，任何從光子球到達外部觀察者的光線，都必須由光子球和事件視界之間的物體發射。
其他的緻密天體，如中子星、夸克星等也可能會有光子球。

### 動圈

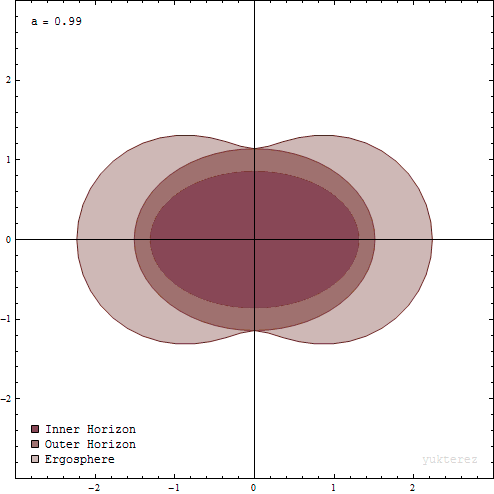
動圈是在事件視界外的南瓜型區域，在這的物體不能維持穩定

動圈是包圍著旋轉黑洞的一個區域，在這個區域裡，一切都不可能靜止不動。這是廣義相對論預測：任何旋轉的物質都會稍微拖動緊鄰它的時空，稱為參考系拖曳過程的結果。靠近旋轉物質的任何物體，都傾向於朝著旋轉方向移動。對於旋轉的黑洞，這種效應在事件視界附近非常強，以至於物體在相反方向上的移動速度必須快於光速才能靜止不動。
黑洞的動圈有體積，其內部邊界是黑洞事件視界的扁球體，外邊界是在事件視界外面的南瓜形，在兩極處與事件視界重合，但在赤道明顯的變寬。外邊界有時就稱為表面。
物質和輻射可以正常地從動圈逸出。通過潘羅斯過程，物體從動圈出來時可以有比它們進入時更多的能量。這種能量來自黑洞旋轉的能量，因此會導致黑洞的轉動變慢。在存在強磁場的情況下，潘羅斯過程的變化稱為布蘭德福–日納傑過程，被認為是類星體和其它活躍星系核的巨大光度和相對論性噴流的可能機制。

### 最內側的穩定圓形軌道（ISCO）
在牛頓的萬有引力定律框架内，測試粒子可以在距離中心物體的任意距離上穩定的運行。然而，在廣義相對論中，存在一個最內側的穩定圓軌道（通常稱為ISCO）。在它的內側，對圓軌道的任何微小擾動，都會導致其進入黑洞。ISCO的位置取決於黑洞的自旋，在史瓦西黑洞（無旋轉）的情況下為：
{\displaystyle r_{\mathrm {ISCO} }=3\,r_{s}={\frac {6\,GM}{c^{2}}},}
隨著黑洞自旋的增加，與自旋方向相反運行的粒子數量減少。

### 黑洞热力学
黑洞可以引入热力学的相关概念，此思想于1973年由雅各布·贝肯斯坦提出。
贝肯斯坦认为，假若黑洞没有熵，那么任意有熵的物体落入黑洞后将导致宇宙中熵的减少，违背热力学第二定律，因此黑洞应当具有熵。考虑到热力学第二定律中，封闭系统的熵不会减少，这类似于1971年霍金提出的面积不减定理。因此，贝肯斯坦指出黑洞的熵与表面积有关。
已经证明，任意黑洞满足微分方程：
{\displaystyle \delta M={\frac {\kappa }{8\pi }}\delta A+\Omega \delta J.}
这类似于经典理论中旋转刚体的熵：
{\displaystyle \delta M=T\delta S+\Omega \delta J.}
贝肯斯坦认为，黑洞的熵与黑洞的表面积成正比。设{\displaystyle \delta S_{\mathrm {BH} }=\delta A/8\pi \beta }，其中{\displaystyle \beta }为一待定的常数。那么，黑洞的温度等于：
{\displaystyle T_{\mathrm {BH} }=\beta \kappa .}
对于史瓦西黑洞，{\displaystyle \kappa =c^{4}/4GM}。得到黑洞热力学第一定律表达式：
{\displaystyle \delta M=T_{\mathrm {BH} }\delta S_{\mathrm {BH} }+\Omega \delta J.}
1974年，史蒂芬·霍金得到{\displaystyle \beta =\hbar /2\pi ck}，其中{\displaystyle \hbar =h/2\pi }是为约化普朗克常数，{\displaystyle c}和{\displaystyle k}分别为真空中的光速与玻尔兹曼常数。最后，可以认为黑洞的温度是：
{\displaystyle T_{\mathrm {BH} }={\frac {\hbar c^{3}}{8\pi kGM}}.}
不过，要是考虑黑洞具有温度，那么根据热力学第二定律，黑洞必须与外界交换能量，否则热力学第二定律将失效；而能量的交换又与经典黑洞理论相违背。1974年，霍金提出霍金辐射理论，解决了这个矛盾。

## 形成和演化
鑒於黑洞奇特的性質，人們一直質疑這種物體是否確實存在於自然界中，或者它們是否只是愛因斯坦方程的病理解。愛因斯坦本人錯誤地認為黑洞不會形成，因為他認為坍塌粒子的角動量會穩定它們的運動在一定的半徑內。這導致廣義相對論界多年來一直否定所有相反的結果。然而，少數相對論者繼續爭辯說黑洞是物理上的物體。到1960年代末，他們已經說服該領域內大多數的研究人員，認為沒有機制可以阻礙事件視界的形成。
潘羅斯證明一旦一個事件視界形成，非量子力學的廣義相對論就要求在其中形成奇點。不久之後，霍金表明許多描述大爆炸的宇宙學解具有奇點，而沒有純量場或其它異常物質（參見潘羅斯－霍金奇點定理）。克爾解、無毛定理﹑和黑洞熱力學定律顯示黑洞的物理性質是簡單易懂的，因此成為研究的課題。傳統的黑洞是由恆星等大質量天體的引力坍縮形成的，但理論上也可以經由其它的過程形成。

### 引力坍縮
當物體內部的壓力不足以抵抗自身的引力時，就會發生重力崩潰。對於恆星而言，通常是因為恆星內部的核燃料不足，無法透過恆星核合成來維持重力平衡；或者因為本來穩定的恆星接受額外的物質，而未能提高其核心溫度來抗衡。在這兩種情況下，恆星內部的溫度都不夠高，以致不能阻止其在自身質量下坍塌。
恆星或許可以經由使物質的成分進入異常狀態（简并态），以簡併壓力來阻止坍塌。結果是形成各種類型的緻密星之一。會形成哪一種緻密星，取決於原始恆星的外層被吹走後留下的殘餘物質的質量。這種爆炸和脈動形成行星狀星雲，殘餘的質量可以遠低於原來的恆星。殘餘質量超過5 M☉的產物是由坍塌前超過20 M☉的恆星產生的。
如果殘餘的質量超過3–4 M☉（歐本海默-沃爾科夫極限），若不是因為原始恒星質量很大，就是殘骸積累了額外的質量，以至於中子的簡併壓力也不足以阻止坍塌。現在還沒有已知的機制（或許除了夸克的簡併壓力，參見夸克星）強大到足以阻止內爆，因此將不可避免地崩潰形成黑洞。

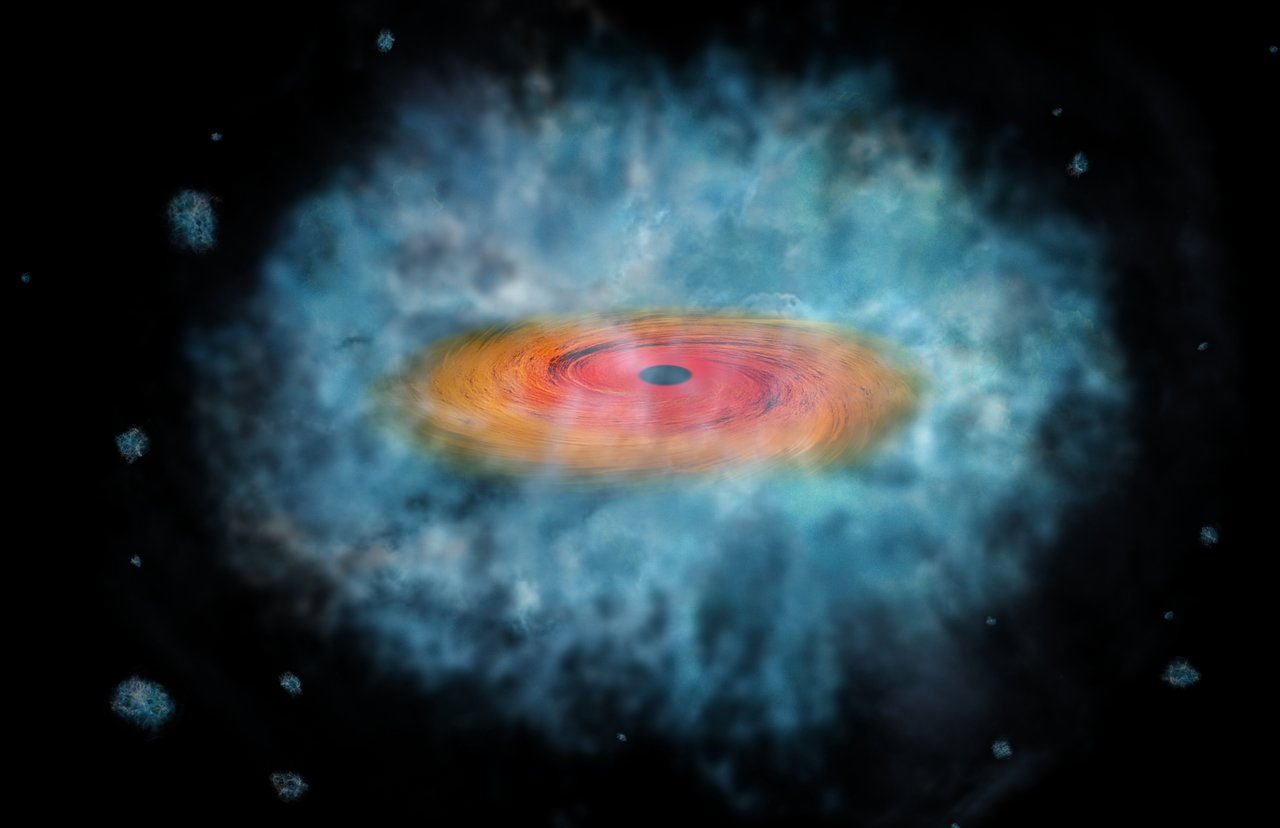
藝術家想像中的超大質量黑洞種子影像

大質量恆星的引力坍縮被認為是形成恆星質量黑洞的原因。在宇宙早期的恆星形成階段形成的恆星，可能產生了質量非常巨大的恆星，這種恆星坍塌之後產生的黑洞質量可能高達103 M☉。這種黑洞可能是在大多數星系中心發現的超大質量黑洞種子。還有人認為，具有典型質量的超大質量黑洞可能是由年輕宇宙中的氣體直接坍縮形成的。在觀察年輕的宇宙時，發現了一些這種物體的候選者。
然而，在引力崩潰期間釋放的大部分能量釋放都非常快速，使得外部的觀測者實際上並沒有確實看到這個過程的結束。即使坍塌在從參考框架中的墜落花費的時間有限，但遠方的觀測者因為引力時間膨脹，將看到下降的物質在事件視界上方緩慢下來並停止。來自坍塌物質的光抵達觀測者的時間會越來拖得越久，在抵達事件視界之前的瞬間發出的光會無限期的延遲。因此，外部的觀測者從未見到事件視界的形成；相對的是，坍塌的物質變得越來越暗，越來越紅移，最終逐漸消失。

#### 原初黑洞和大爆炸
重力坍塌需要很大的密度。在當代的宇宙，這種高密度只存在於恆星的內部。而在宇宙的早期，在大爆炸之後的密度要大得多，可能允許黑洞的產生。但僅僅高密度並不足以使黑洞形成，因為均勻質量分佈不允許質量聚集。為了使原初黑洞在如此密集的物質中形成，必須有初始密度的擾動，然後才能在自身的重力下成長。不同的早期宇宙模型，在預測這些擾動規模時的差異很大。各種模型預測原初黑洞的產生，其大小從普朗克質量到數十萬太陽質量不等。一些星系中央的超大质量黑洞异常巨大，如果是正常吸积产生，按照宇宙演化的时间不应自然产生如此巨大的黑洞，因此一些观点认为这些巨大的黑洞是原初黑洞，在宇宙大爆炸初期就已经形成。
儘管早期的宇宙有很高的密度，比通常形成黑洞所需要的還要高得多，但在大爆炸期間，他並沒有重新坍塌成黑洞。相對恆定的物體，例如恆星，其引力坍塌模型不一定適用於快速擴展的空間，例如大爆炸。
质量和体积极小的原初黑洞被认为是暗物质的候选者。理论上，大爆炸之初的原初黑洞只要重达一座山峰，就可以存活至今而避免被蒸发殆尽。因此，宇宙中可能存在亿万个游荡在空间的原初黑洞，由于体积极小且无吸积盘辐射而无法被望远镜探测到，但它们累计的引力效应足以影响星际间普通物质的运动轨迹。太阳系内小行星塞德娜有及其扁平的奇怪轨道，有一种说法便是太阳系边缘可能有地球质量的微型原初黑洞，影响到了这些离散天体的运行。

### 高能碰撞

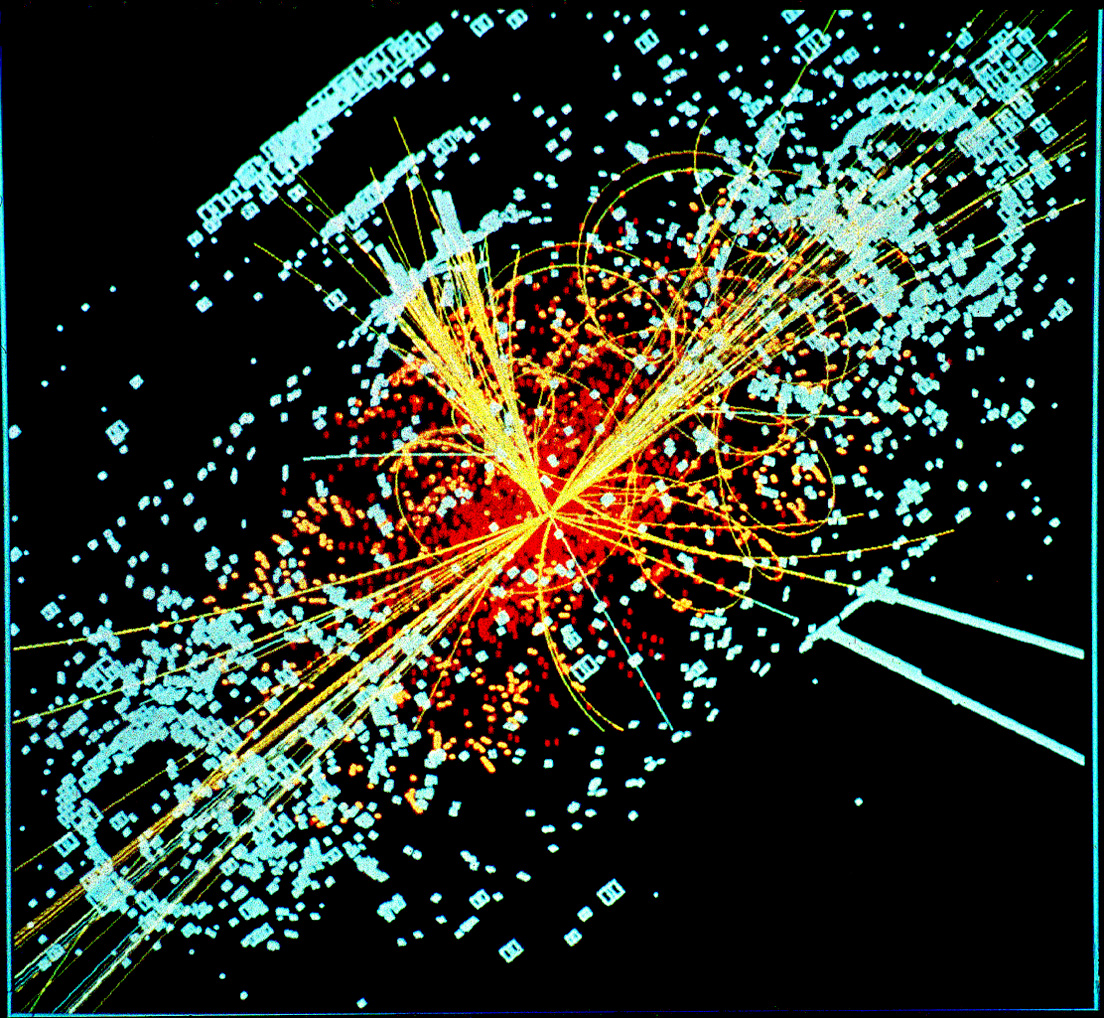
CMS探測器中的模擬事件：可能創建微型黑洞的碰撞

引力坍塌並不是唯一能產生黑洞的過程。原則上，黑洞可以在達到足夠密度的高能碰撞中形成。截至2002年，在粒子加速器的實驗中，因為質量平衡的不足，還沒有直接或間接的發現這種事件。這表明黑洞的質量必然有一個下限。從理論上講，預期這個邊界應該在普朗克質量的附近（mP=√ħ c/G ≈ 1.2×1019 GeV/c2 ≈ 2.2×10−8 kg），而量子效應會使廣義相對論的預測失效。這將使黑洞毫無可能在地球上或附近發生的任何高能過程中產生。然而，量子引力的發展表明普朗克質量可能非常低：例如，一些膜宇宙學的場景將邊界置於低至1 TeV/c2的低位。這將使微型黑洞在宇宙射線撞擊大氣層時發生的高能碰撞中產生；或者可能在CERN的大型強子對撞機中產生。這些理論有非常多的推測，許多專家認為這些過程中不太可能產生黑洞。即使可以形成微型黑洞，預計它們也會在大約10−25秒內蒸發，不會對地球造成任何威脅。

### 成長
黑洞一旦形成，它可以透過吸收額外的物質繼續生長。任何一個黑洞都會不斷地吸收周圍環境中的氣體和星際塵埃。這似乎是超大質量黑洞成長的主要過程。對於在球狀星團發現的中等質量黑洞的形成，也提出了類似過程的建議。黑洞也可以與其他物體合併，例如恆星，甚至其它的黑洞。特別是在超大質量成長的早期，可能是由許多較小的物體聚集形成的；這被認為是重要的成長過程。這種程序也被提出做為某些中等質量黑洞的起源。

### 蒸發
1974年，霍金預言黑洞不是完全黑色的，會以溫度ℏ c3/（8 π G M kB）輻射出少量的熱輻射；這種效應被稱為霍金輻射。通過將量子場論應用在靜態黑洞背景，他確定黑洞應該發射出顯示完美黑體光譜粒子。自從霍金發表以來，許多人已經通過各種方法驗證了結果。如果霍金的理論是正確的，那麼黑洞會因為光子和其它粒子的發射而損失質量，則會隨著時間的流逝而收縮和蒸發。此熱譜的溫度（霍金溫度）與黑洞的表面重力成正比；對於史瓦西黑洞，該溫度與質量成反比。因此，大黑洞發出的輻射反而比小黑洞少。
太陽質量恆星黑洞的霍金溫度為62nK。這遠遠低於宇宙微波背景輻射的溫度：2.7K。恆星黑洞或更大的黑洞從宇宙微波背景接收的質量比經由霍金輻射發射的質量更大，因此這些黑洞只會增長而不會縮小。能夠蒸發的黑洞，其霍金溫度必須超過2.7K，它的質量要比月球小。這樣的黑洞，其直徑會小於0.1毫米。
如果黑洞非常小，預期的輻射效應會變得非常強。質量相當於一輛汽車的黑洞，直徑約為10−24 m，只需要1奈秒就會蒸發掉，在此期間，它的亮度將短暫達到太陽的200倍以上。低質量黑洞的蒸發速度預計會更快，質量為1 TeV/c2的黑洞，在不到10−88秒就能完全蒸發掉。對於這樣小的黑洞，量子引力效應將發揮重要的作用，並假設可以使這樣的小黑洞穩定，然而量子引力當前的發展並不能表明這是事實。
對天文物理學中的黑洞，霍金輻射被預測會非常微弱，因此將很難從地球探測到。然而，一個可能的例外是初始黑洞蒸發至最後階段的γ射線爆發。對此類閃光的搜尋已經被證明並不成功，並且對存在低質量初始黑洞的可能性提供了嚴格的限制。NASA在2008年發射的費米伽瑪射線太空望遠鏡將繼續尋找這些閃光。
如果黑洞通過霍金輻射蒸發，一旦宇宙微波背景的溫度降到該黑洞的溫度之下，太陽質量的黑洞將在1067年內蒸發。質量為太陽1011（1,000億）的超大質量黑洞將在大約2×10100年蒸發掉。當超星系團崩潰時，在宇宙間的一些怪獸級黑洞會繼續成長到1014 M☉。但即使這樣的黑洞也會在長達10106年的尺度中蒸發掉。

## 觀測的證據
從本質上講，除了假設的霍金輻射之外，黑洞本身不會發出任何電磁輻射，所以尋找黑洞的天體物理學家通常必須依靠間接的觀測。例如，有時可以通過觀察其對周圍環境的影響來推斷黑洞所在的位置。
2019年4月10日，發佈了全球第一張黑洞的圖像，由於事件視界附近的光路高度彎曲，使黑洞被放大。中間的暗影是被黑洞吸收的光子行經的路徑區域。由於觀測是由事件視界望遠鏡使用肉眼看不見的電磁波，因此圖像的顏色是假色。

這是藝術家描繪的黑洞附近光子的路徑。事件視界對電磁波的引力彎曲和捕捉，是事件視界望遠鏡捕捉到陰影的原因

事件視界望遠鏡（EHT）是一個為直接觀察黑洞的事件視界（例如銀河系中心的黑洞）對周圍環境的影響，而由麻省理工學院的海斯塔克天文台運作的望遠鏡陣列。EHT在2017年4月開始觀測M 87核心的黑洞。經過兩年的資料處理，EHT發布了第一張黑洞的直接影像，特別是位於前述星系中的超大質量黑洞。可以看見的不是黑洞，它呈現出黑色是因為這個區域內失去了所有的光線，只是事件視界的邊緣。而事件視界邊緣的氣體呈現出橙色或紅色，定義出了黑洞。
處理過的EHT影像底部一半物質的增亮被認為是廣義相對論的都卜勒光束造成的，即在相對論適用的速度（大於1,000Km/s）下，看到接近的物質亮度會比遠離的物質亮得多。在黑洞的情況下，這種現象意味著物質以相對論適用的速度旋轉，這是唯一能夠以中心的方式平衡奇點的巨大引力，從而保持軌道在事件視界之上的速度。明亮物質這樣配置的明亮物質意味著EHT從某一個角度觀測M87是幾乎抓到黑洞吸積盤的邊緣。然而，與黑洞相關的引力透鏡極為強大，會產生從上面看到吸積盤透視的錯覺。在現實中，EHT圖像中的大多數環是吸積盤遠端發出的光彎曲到黑洞的重力井周圍時產生的，因此即使在影子的背後，在M87*的大多數透視圖中都可以看到整個圓盤。
在此次之前，EHT在2015年檢測到人馬座A*的事件視界外圍的磁場，甚至發現了他們的一些特性：通過吸積盤的磁場線是有序和糾結的複雜混合物，黑洞的理論研究也預測了磁場的存在。

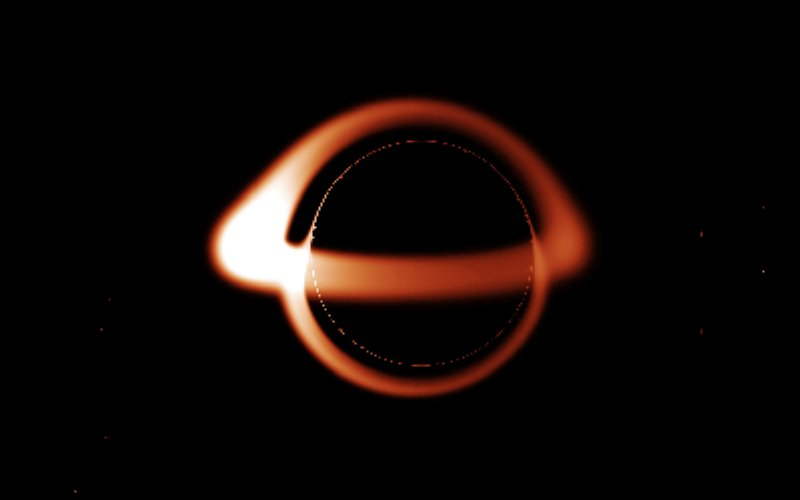
對非旋轉黑洞外觀的預測，已經提出會出現帶電粒子物質的環狀環，如同人馬座A*的模型。由於抗衡黑洞的強大的引力需要極高的軌道速度產生的巨大離心力，不對稱是都卜勒效應造成的結果

### 檢測黑洞合併產生的引力波
1934年，德國天文學家沃尔特·巴德和瑞士天文學家弗里茨·茲威基指出，當一個衰老的大質量恆星核無法再通過熱核反應產生能量時，它有可能會通過重力塌縮的過程塌縮為一個中子星或黑洞。1939年，美國物理學者歐本海默計算出，一顆質量超過太陽質量3倍（歐本海默極限）而又沒有任何熱核反應的「冷恆星」，一定會在自身引力的作用下坍縮成為黑洞，也就是說該恆星已經成為死亡遺骸。1974年，霍金提出黑洞蒸發的概念，認為在黑洞周圍，在虛粒子產生的相對瞬間，會出現四種可能性：直接湮滅、雙雙落入黑洞、正粒子落入黑洞而負粒子逃脫、負粒子落入黑洞而正粒子逃脫，而且最後一種可能性最低。霍金據此進一步提出了微型黑洞（也稱為原初黑洞）的概念。:209,215
現代物理中的黑洞理論建立在廣義相對論的基礎上。由于黑洞中的光無法逃逸，所以我们無法直接觀測到黑洞。然而，可以通過測量它對周圍天體的作用和影響來間接觀測或推測到它的存在。比如說，在黑洞吸入恆星時，其周圍會形成吸积氣盤，盤中氣體劇烈摩擦，强烈發熱，而發出X射線。借由對這類X射線的觀測，可以間接發現黑洞並對之進行研究。
2015年，霍金針對黑洞資訊悖論提出新解，指出黑洞有出口，就算掉進去也出得來。他在瑞典皇家理工學院於瑞典首都斯德哥爾摩舉辦的會議上，對黑洞能否吞噬任何物體發表了看法。他認為黑洞無法吞噬和消滅物理訊息，這和愛因斯坦相對論中提出的觀點相反，霍金理論認定黑洞在旋轉就有可能通往另一個宇宙，但是你會無法回到我們的宇宙，所以嚴格來說掉入黑洞有可能全身而退，只是永遠從本宇宙消失。訊息在黑洞內是以全息影像的方式儲存的，且非儲存在黑洞內部，而是儲存在黑洞的邊界，也就是所謂的事件視界。英國南安普敦大學理論物理學家瑪莉凱·泰勒（Marika Taylor）則表示霍金論點可以成為一家之言，但沒有製造實驗的方法之前，黑洞資訊悖論的爭議還將持續。

### 探測黑洞合併的引力波
2015年9月14日，LIGO引力波天文台首次成功直接觀測了引力波。該信號與兩個黑洞合併產生引力波的理論預測相符，其中一個黑洞約36個太陽質量，另一個黑洞則約有29個太陽質量。觀測結果為黑洞的存在提供了迄今為止最具體的證據。例如，引力波信號表明，兩個物體在合併前的分離距離只有350公里（大約是推測質量所對應的史瓦西半徑的4倍）。因此，這些物體一定非常緊緻，留下黑洞是最合理的解釋。
更重要的是，LIGO也觀測到合併後產生的衰盪（Ringdown），即新形成的緊緻物體安定至靜止狀態時所產生的信號。可以說，衰盪是觀測黑洞最直接的方法。從LIGO信號中可以提取出衰盪主導模式的頻率和衰減時間。從這些結果可以推斷出最終物體的質量和角動量，這與黑洞合併的數值模擬所得到的獨立預測相吻合。由於光子球的幾何形狀決定主導模式的頻率和衰減時間。因此，對這種模式的觀察證實了光子球的存在，但除黑洞以外，它不能排除有其他足夠緊密以致於產生光子球的奇異替代品。
該觀測也為恆星質量黑洞雙星的存在提供了第一個觀測證據。此外，這是第一次觀測到重達25倍或更多太陽質量的恆星質量黑洞。
2016年6月15日，宣布第二次探測到來自黑洞碰撞的引力波事件以及其他引力波事件也被觀測到。

## 結構特性

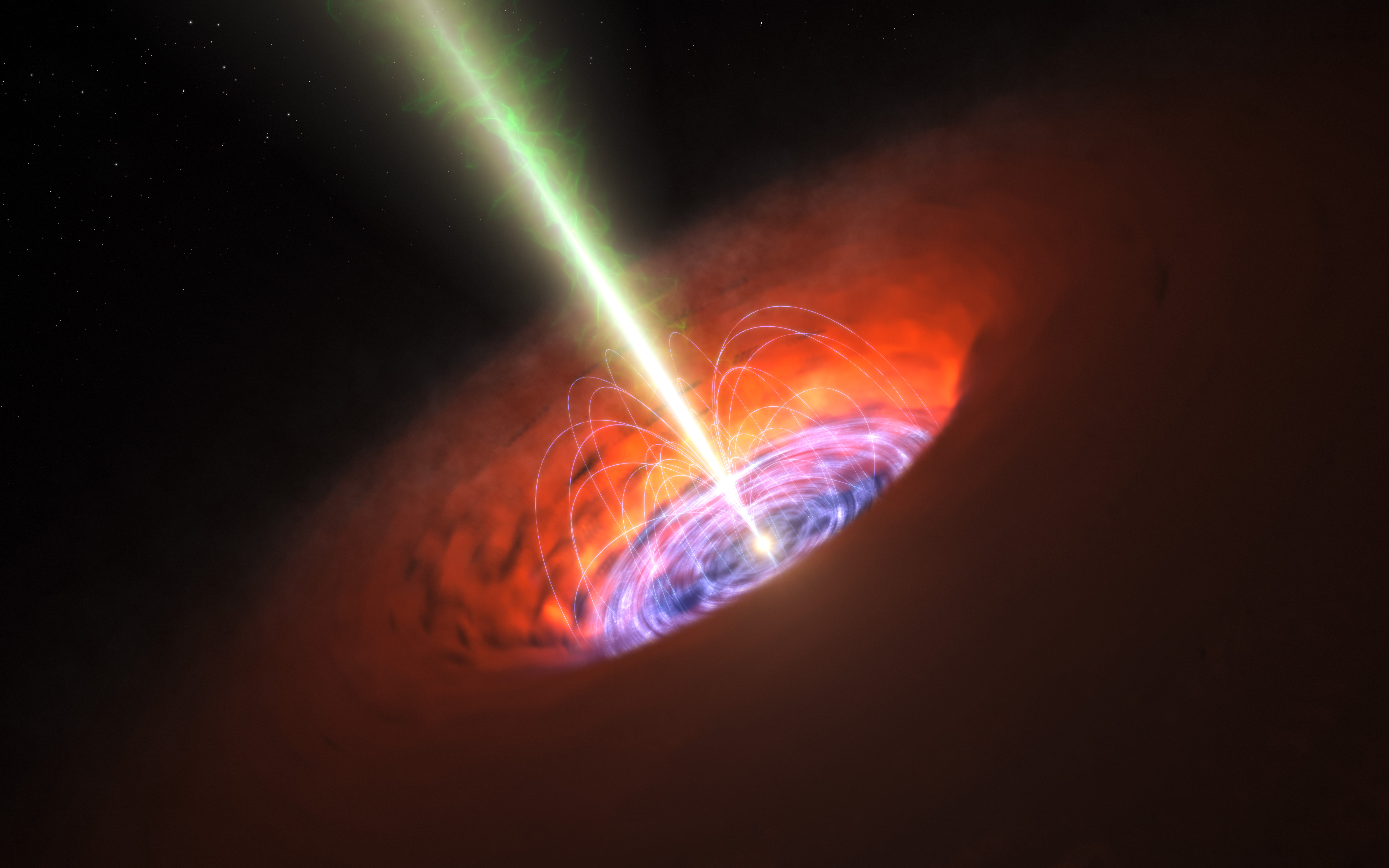
藝術家筆下的黑洞

### 物理特性

#### 質量和尺寸

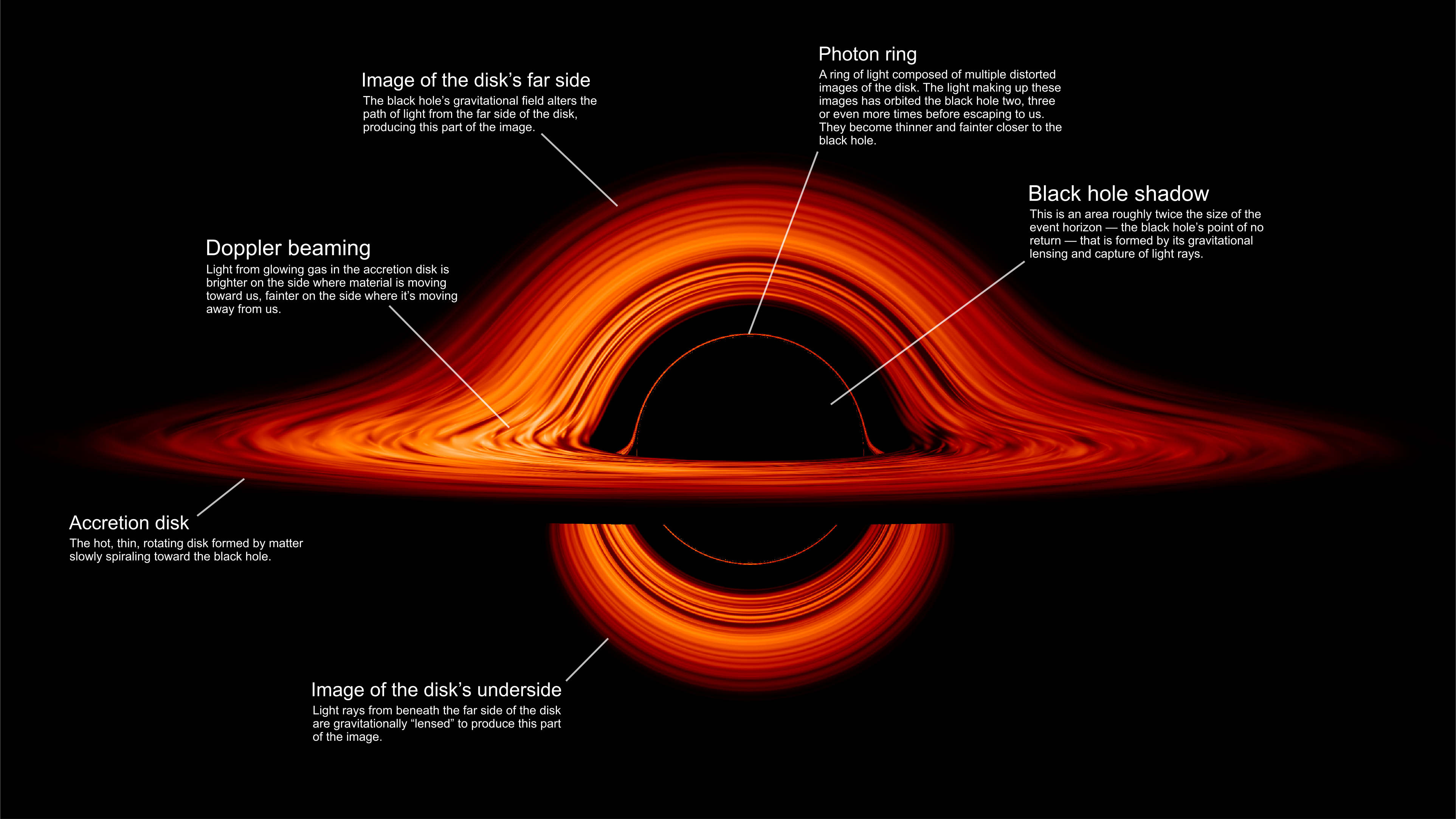
美国宇航局模拟了一个由薄吸积盘照亮的施瓦西黑洞地平线外的景象

歐本海默極限指出，一顆質量超過太陽質量3倍而又沒有任何熱核反應的「冷恆星」，一定會在自身引力的作用下坍縮成為黑洞，也就是說該恆星已經成為死亡遺骸。:209
更精確地說，当大質量天体演化末期，其坍缩核心的質量超过太陽質量的3.2倍时，由于没有能够对抗引力的斥力，核心坍塌将无限进行下去，从而形成「黑洞」。（核心小於1.4個太陽質量的，會變成白矮星；介于两者之间的，形成中子星）。天文學的觀測表明，在绝大部分星系的中心，包括銀河系，都存在超大質量黑洞，它们的質量从数百万个直到数百亿个太阳。愛因斯坦的廣義相對論預測有黑洞解。其中最簡單的球對稱解為史瓦西度規。這是由卡爾·史瓦西於1915年發現的愛因斯坦方程的解。
根據史瓦西解，如果一個重力天體的半徑小於一個特定值，天體將會發生坍塌，這個半徑就叫做史瓦西半徑。在這個半徑以下的天體，其中的時空嚴重彎曲，從而使其發射的所有射線，無論是來自什麼方向的，都將被吸引入這個天體的中心。因為相對論指出在任何慣性座標中，物質的速率都不可能超越真空中的光速，在史瓦西半徑以下的天體的任何物質，都將塌陷於中心部分。依据广义相对论的推演，黑洞中存在拥有无穷大密度的“重力奇點”，被戏称为“上帝憎恶的裸奇点”。而在“史瓦西半徑”內，由于黑洞奇点巨大的質量而形成的超强引力，以至于連光子都不能逃出黑洞，所以这就是黑洞的“黑”之所在。
史瓦西半徑由下面式子給出：
{\displaystyle R_{s}={\frac {2GM}{c^{2}}}}
{\displaystyle G}是萬有引力常數，{\displaystyle M}是天體的質量，{\displaystyle c}是光速。對於一個與地球質量相等的天體，其史瓦西半徑僅有9毫米。

#### 溫度
{\displaystyle T={\frac {\hbar c^{3}}{8\pi k_{B}GM}}}
就輻射譜而言，黑洞與有溫度的物體完全一樣，而黑洞所對應的溫度，則反比於黑洞視界的重力強度（质量）。換句話說，黑洞的溫度取決於它的大小。黑洞越大，温度越低。黑洞如果有吸积盘，则吸积盘的温度可以达到百万度并产生大量辐射，但吸积盘仍处于黑洞视界面外侧，并非黑洞本身的温度。黑洞内部由于永远无法有任何物质或辐射逃逸出来，其温度无法直接测量，而是通过安鲁效应和霍金辐射推算出的等效温度。
若黑洞只是太陽的幾倍重，它的溫度大約比絕對零度高出億分之一度，而更大的黑洞溫度則更低。因此這類黑洞所發出的量子輻射，一律會被大爆炸所留下的2.7 K輻射（宇宙背景輻射）完全淹沒。

### 黑洞合併
黑洞在合并时發射强大的引力波，新的黑洞会因後座力脱离原本在星系核心的位置。如果速度夠快，它甚至有可能脱离星系母体。

## 分类
分类方法一：
1. 超大質量黑洞：到目前為止可以在所有已知星系中心發現其蹤跡。質量可以是太陽的數百萬至数百億倍。
2. 中等質量黑洞：是質量超過恆星黑洞（數十倍太陽質量），但遠小於超大質量黑洞（數百萬倍太陽質量）的一種黑洞。[168]
3. 恆星黑洞：大質量恆星（大約20倍太陽質量[註 1]）引力坍塌後所形成的黑洞，可以藉由伽瑪射線暴或超新星來發現它的蹤跡。如果緻密星的質量超過臨介值時，引力坍塌會繼續，形成黑洞。雖然未證實是否有中子星的最大質量，但估計也有3倍太陽質量。直至目前為止，質量最小的黑洞大約有3.8倍太陽質量。[169]
4. 微型黑洞：又稱作量子黑洞或者迷你黑洞，是很小的黑洞。取名量子力學黑洞的原因是在這個尺度之下，量子力學的效應扮演非常重要的角色。[170]微型黑洞的產生有可能是在大型強子對撞機內就可以觀測到的重要現象。[170][171]

分类方法二：

根据黑洞本身的物理特性（質量、电荷、角动量）進行分類
1. 不旋转不带电荷的黑洞。它的时空结构于1916年由史瓦西求出称史瓦西黑洞，也称典型黑洞。
2. 不旋转带电黑洞，称雷斯勒-诺德斯特洛姆黑洞。时空结构于1916-1918年由雷斯勒和诺德斯特洛姆求出。
3. 旋转不带电黑洞，称克尔黑洞。时空结构由克尔于1963年求出。
4. 一般黑洞（即旋转带电黑洞），称克尔-纽曼黑洞。时空结构于1965年由纽曼求出。

## 天文觀測
除了尚未證實的霍金輻射，黑洞不會輻射任何電磁波，因此尋找黑洞必須依賴於間接觀測。例如，黑洞的存在有時可以透過觀察其與周圍環境的引力相互作用來推斷。或是當雙星中的一方為黑洞時，來自另一方星球的氣團不斷流入黑洞，驟然激起的高溫，這時X射線閃光等會發亮，此時可以間接發現黑洞存在。
由於黑洞觀測有實際的困難度存在，宣稱某個星體是黑洞者，通常都只給出幾張模糊的照片或部分的數據，黑洞的所有特徵無法全面驗證，一般媒體報導實際僅有部分資訊，無法滿足專業天體物理的數據要求，因此天文數據庫當中，並沒有黑洞，僅有黑洞候選星。
人們為了尋找黑洞付出很多努力，成果卻不多，20世紀的70年代才找到4個黑洞候選者，在90年代之後又發現6對新的X射線雙星黑洞候選者，其中2個在大麥哲倫星系裡，8個在銀河系內，並於2000年後陸續探測出7個，有人估計過去100億年中銀河系平均每100年有一顆超新星爆炸，而每100個中有1顆導致黑洞形成，那麼銀河系應該有100萬個恆星級黑洞，可是至2007年也只有找到一共17個黑洞候選者。:219
以下是較為著名的黑洞候選者：
1. 銀河系中心人馬座A*
2. 天鵝座X-1
3. SN 1979C
4. LB-1
5. V404 Cyg（英语：V404 Cyg）

2019年4月10日，多国学者宣布透过事件视界望远镜观测到一个位于室女A星系的黑洞Powehi。圖像是假色，因為圖像中檢測到的光不是可見光，而是無線電波。

### 微引力透镜法
众所周知，引力可弯折光的径迹（即类光测地线）。爱因斯坦于1915年指出，考虑在遥远光源与观测者间存在一小质量球对称致密天体（例如黑洞），由遥远光源辐射出的光信号将受到引力的影响发生偏折，其偏折角为
{\displaystyle \theta \approx {\frac {4GM}{c^{2}r_{S}}}.}
其中{\displaystyle G}是万有引力常数，{\displaystyle M}是致密天体的质量，{\displaystyle c}是真空光速，{\displaystyle r_{S}}则是由遥远光源发出的光信号在未受引力弯折时，其延长线到致密天体几何中心的垂直距离。因此，可以认为该致密天体起到类似几何光学中凸透镜的作用，即引力透镜，该致密天体称透镜天体；恒星级天体（例如部分晕族大质量致密天体）所成的引力透镜效应称微引力透镜。首个微引力透镜事例张-雷夫斯达尔引力透镜已于1979年被观测到。

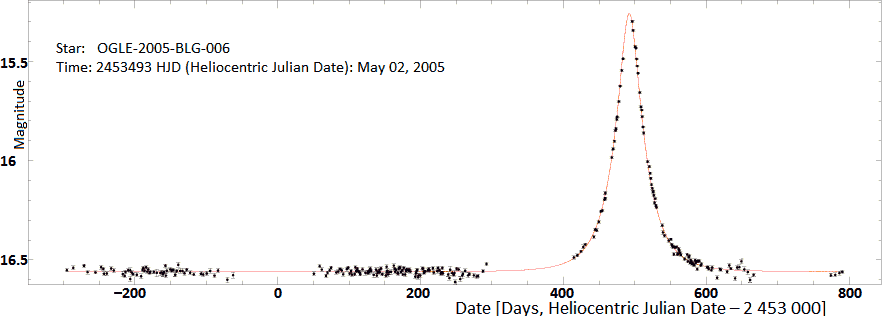
微引力透镜事件OGLE-2005-BLG-006的光变曲线，可见黑色的观测数据与红色的拟合曲线

可以证明，对于微引力透镜效应，在观测者角度观测，遥远光源的光度与光源到致密天体的角距离成负相关，亦即两者间角距离越短，观测者观测到的光源光度越高。这样，若透镜天体于观测者与遥远光源之间掠过时，观测者可以检测到光源光度随时间变化的光变曲线上出现一个峰。
微引力透镜法可用于证认部分晕族大质量致密天体，包括恒星级黑洞。遗憾的是，由于我们对此类天体了解仍然不足，因此无法确定所有微引力透镜事例中透镜天体的类型，可以认为这些事例包含了一定数量的黑洞候选天体。

### 恆星生成
有一種說法：當黑洞吞噬星體，會噴出伽瑪射線，在伽瑪射線的前端會聚集氣體，形成恆星。

## 註解
1. ↑  對於黑洞以外的物體，cJ/GM2的值可以超過 1。中子星已知的最大值為± 0.4，常用的狀態方程限制該值為± 0.7[71]
2. ↑  （外部）事件視界半徑大小為：{\displaystyle M+{\sqrt {M^{2}-{(J/M)}^{2}-Q^{2}}}.}。
3. ↑  可能的路徑集，或更準確地說是未來的光錐包含所有可能的世界線（在此圖中，世界線是由帶有箭頭的光線被限制在V字形內的區域來表示光錐）在艾丁頓-芬克爾斯坦座標是以這種方式傾斜（該圖是艾丁頓-芬克爾斯坦座標的卡通版本圖）。但在其他座標中，例如史瓦西座標，光錐不會以這種方式傾斜，它們只是在接近事件視界時單純的只是變窄；在不傾斜的狀況下，在克魯斯卡爾坐標系中，光錐部會改變形狀或方向[74]
4. ↑  這僅適用於四維時空。在更高維度中，更複雜的視界拓樸，像是愛因斯坦的黑環也是有可能的[84][85]

## 附註
1. ↑  但其真實質量並未證實，而且也取決於其他變數。
2. ↑  詳細參見黑洞列表
3. ↑  需要注意，本式是史瓦西度规中类光测地线的解略去小量的高度简化结果，但在弱引力场中精度基本不受影响。

## 延伸阅读

### 通俗读物
- Begelman, Mitchell; Rees, Martin.  Third. New York: Cambridge University Press. 2021  [2021-11-06]. ISBN 9781108819053. （原始内容存档于2022-01-02）.
- Ferguson, Kitty. . Watts Franklin. 1991. ISBN 978-0-531-12524-3.
- Hawking, Stephen. . Bantam Books, Inc. 1988. ISBN 978-0-553-38016-3.
- Hawking, Stephen; Penrose, Roger. . Princeton University Press. 1996  [2020-05-16]. ISBN 978-0-691-03791-2. （原始内容存档于2021-10-18）.
- Levin, Janna. . New York: Alfred A. Knopf. 2020  [2021-11-06]. ISBN 9780525658221. （原始内容存档于2022-03-22）.
- Melia, Fulvio. . Princeton U Press. 2003. ISBN 978-0-691-09505-9.
- Melia, Fulvio. . Cambridge U Press. 2003. ISBN 978-0-521-81405-8.
- Pickover, Clifford. . Wiley, John & Sons, Inc. 1998. ISBN 978-0-471-19704-1.
- Thorne, Kip S. . Norton, W. W. & Company, Inc. 1994. ISBN 978-0-393-31276-8.
- Susskind, Leonard. . Little, Brown and Company. 2008. ISBN 978-0316016407.
- Wheeler, J. Craig.  2nd. Cambridge University Press. 2007. ISBN 978-0-521-85714-7.

### 教材与学术专著
- Carroll, Sean M. . Addison Wesley. 2004. ISBN 978-0-8053-8732-2.
- Hawking, S. W.; Ellis, G. F. R. . Cambridge University Press. 1973  [2020-05-16]. ISBN 978-0-521-09906-6. （原始内容存档于2020-07-21）.
- Misner, Charles; Thorne, Kip S.; Wheeler, John. . W. H. Freeman and Company. 1973. ISBN 978-0-7167-0344-0.
- Wald, Robert M. . University of Chicago Press. 1984  [2016-02-23]. ISBN 978-0-226-87033-5. （原始内容存档于2016-08-11）.
- Frolov, Valeri P.; Novikov, Igor D. . Springer Dordrecht. 1998. ISBN 978-0-7923-5145-0. doi:10.1007/978-94-011-5139-9.
- Mann, Robert B.; Murk, Sebastian; Terno, Daniel R. . International Journal of Modern Physics D (World Scientific). 2022, 31 (09): 2230015. ISSN 0218-2718. doi:10.1142/S0218271822300154.
- Bambi, Cosimo. . Springer Singapore. 2017. ISBN 978-981-10-4523-3. doi:10.1007/978-981-10-4524-0.